# Familia Simpson (sezonul 10)
Al zecelea sezon al serialului de televiziune american Familia Simpson a fost difuzat pentru prima dată pe rețeaua Fox din Statele Unite între 23 august 1998 și 16 mai 1999. Serialul prezintă povestea unei familii⁠(d) din clasa muncitoare formată din cinci membri - Homer, Marge, Bart, Lisa și Maggie - din orașul fictiv Springfield⁠(d) și satirizează cultura americană⁠(d), societatea, televiziune și numeroasele aspecte ale condiției umane.
Principalul producător executiv al celui de-al zecelea sezon a fost Mike Scully. Producția sezonului a fost precedată de o dispută salarială între principalii membri ai distribuției și compania Fox. Aceasta a fost însă soluționată, iar salariile actorilor au fost mărite la 125.000 de dolari pe episod. Sezonul 10 prezintă ultima apariție a actorului Phil Hartman, acesta fiind ucis în mai 1998. Deși a câștigat un Premiu Annie⁠(d) la categoria „cea mai bună producție animată de televiziune⁠(d)”, sezonul 10 a fost descris de unii critici drept începutul decăderii serialului. S-a clasat pe locul douăzeci și cinci în clasamentul sezonului,având în jur de 13,5 milioane de telespectatori pentru fiecare episod. Setul DVD boxset a fost lansat în Statele Unite și Canada pe 7 august 2007.

## Producție
Produs de Gracie Films⁠(d) și 20th Century Fox Television⁠(d), al zecelea sezon a fost al doilea realizat de producătorul executiv Mike Scully, acesta fiind responsabil și de realizarea sezonului precedent. Scully a coordonat echipa de scenariști a serialului și a supervizat toate aspectele producției. Totuși, conform unui interviu acordat UltimateTV⁠(d) în ianuarie 1999, acesta nu a luat „nicio decizie fără opinia staffului. Avem un staff grozav în toate departamentele - de la animație la scenariu. Nu vreau să pară că era o dictatură”. Scully era popular printre membrii personalului, o mare parte dintre aceștia lăudând abilitățile sale de organizare și management. Scriitorul Tom Martin⁠(d) a declarat că acesta a fost „probabil cel mai bun șef pentru care am lucrat vreodată” și „un manager incredibil”. În calitate de producător executiv, scopul lui Scully era să „nu distrugă serialul”. De asemenea, acesta a contribuit la scenariul episodului „Sunday, Cruddy Sunday⁠(d)”.
În 1999, erau aproximativ șaisprezece scriitori care lucrau la Familia Simpson. O mare parte dintre aceștia lucrau la proiect de mai mulți ani, inclusiv John Swartzwelder și George Meyer⁠(d). Al teilea episod al sezonului - „Bart the Mother⁠(d)” - a fost ultimul episod scris de David X. Cohen. Acesta și creatorul serialului, Matt Groening, au părăsit echipa pentru a crea Futurama. Al zecelea sezon a marcat revenirea în echipă a scenaristului Al Jean, care a plecat după cel de-al patrulea sezon pentru a dezvolta serialul animat The Critic⁠(d). Între sezoanele patru și zece, acesta a contribuit periodic la serial, dezvoltând scenariul a patru episoade.
Distribuția principală era alcătuită din Dan Castellaneta (Homer Simpson, Abraham Simpson,  Krusty the Clown⁠(d) etc.), Julie Kavner⁠(d) (Marge Simpson, Patty și Selma Bouvier⁠(d)), Nancy Cartwright (Bart Simpson, Ralph Wiggum, Nelson Muntz etc.), Yeardley Smith⁠(d) (Lisa Simpson), Hank Azaria (Moe Szyslak⁠(d), Apu⁠(d), Clancy Wiggum⁠(d) etc.) și Harry Shearer⁠(d) (Ned Flanders, Montgomery Burns, Seymour Skinner⁠(d) etc.). Până în 1998, cei șase actori de voce erau plătiți cu 30.000 de dolari pe episod. În 1998, a apărut o dispută salarială între aceștia și Fox Broadcasting Company, actorii amenințănd că vor intra în grevă. Un acord a fost încheiat între distribuție și companie, iar salariile actorilor au fost mărite la 125.000 de dolari pe episod. Într-un interviu pentru revista Mother Jones⁠(d), acordat la scurt timp după încheierea disputei salariale, Groening a declarat că actorii „sunt incredibil de talentați și merită să fie la fel de bogați și nefericiți ca ceilalți oameni din Hollywood.”
Alți membri ai distribuției au fost Doris Grau⁠(d) (bucătăreasa Doris⁠(d)), Pamela Hayden⁠(d) (Milhouse Van Houten etc.), Tress MacNeille⁠(d) (Agnes Skinner⁠(d) etc.), Maggie Roswell⁠(d) (Maude Flanders⁠(d) etc.), Russi Taylor (Martin Prince⁠(d) etc.) și Marcia Wallace⁠(d) (Edna Krabappel⁠(d)). În cadrul sezonului 10 au fost invitate numeroase vedete, actorul Phil Hartman având ultima sa apariție în episodul „Bart the Mother⁠(d)” difuzat pentru prima dată în 27 septembrie 1998. Hartman a fost împușcat mortal de soția sa cu patru luni înainte de difuzarea episodului, iar acesta a fost dedicat în memoria sa. În loc să-l înlocuiască pe Hartman, producătorii au decis să retragă personajele interpretate de actor - Troy McClure și Lionel Hutz - din serial. Hutz și McClure încă apar în diferite benzi desenate cu Familia Simpson.

## Distribuție
Acesta este ultimul sezon care prezintă personajul Troy McClure, interpretat de Phil Hartman. După moartea lui Hartman pe 28 mai 1998, McClure și Lionel Hutz, celălalt personaj interpretat de actor, au fost retrași din distribuție. Ultimul său rol de voce a fost în episodul „Bart the Mother”, difuzat la patru luni după moartea sa. Episodul i-a fost dedicat.

### Personaje principale
- Dan Castellaneta - Homer Simpson, Abraham Simpson, Krusty the Clown⁠(d), Groundskeeper Willie⁠(d), Barney Gumble⁠(d) și alte personaje
- Julie Kavner⁠(d) - Marge Simpson, Patty Bouvier⁠(d), Selma Bouvier⁠(d) și alte personaje
- Nancy Cartwright - Bart Simpson, Nelson Muntz⁠(d), Ralph Wiggum⁠(d) și alte personaje
- Yeardley Smith⁠(d) - Lisa Simpson
- Harry Shearer⁠(d) - Montgomery Burns, Waylon Smithers⁠(d), Ned Flanders⁠(d), Seymour Skinner⁠(d), Lenny Leonard⁠(d), Kent Brockman⁠(d), Timothy Lovejoy⁠(d) și alte personaje
- Hank Azaria - Moe Szyslak⁠(d), Clancy Wiggum⁠(d), profesorul Frink⁠(d), Jeff Albertson⁠(d), Apu⁠(d), Bumblebee Man⁠(d) și alte personaje

### Personaje secundare
- Pamela Hayden⁠(d) - Milhouse van Houten⁠(d), Jimbo Jones⁠(d)
- Maggie Roswell⁠(d) - Maude Flanders⁠(d), Helen Lovejoy⁠(d) și domnișoara Hoover⁠(d)
- Russi Taylor - Martin Prince⁠(d) și Sherri și Terri⁠(d)
- Tress MacNeille⁠(d) - Agnes Skinner⁠(d)
- Marcia Wallace⁠(d) - Edna Krabappel⁠(d)
- Frank Welker⁠(d) - alte personaje

### Invitați
- Lisa Kudrow - Alex Whitney  („Lard of the Dance”)
- William Daniels - KITT⁠(d) („The Wizard of Evergreen Terrace”)
- Phil Hartman - Troy McClure („Bart the Mother”)
- Robert Englund - Freddy Krueger („Treehouse of Horror IX”)
- Ed McMahon, Jerry Springer, Regis Philbin, Kathie Lee Gifford („Treehouse of Horror IX”)
- Alec Baldwin, Kim Basinger, Ron Howard, Brian Grazer („When You Dish Upon a Star”)
- Yo La Tengo - interpretul melodiei „D'oh-in' in the Wind⁠(d)”
- George Carlin - Munchie (D'oh-in' in the Wind”)
- Martin Mull - Seth („D'oh-in' in the Wind”)
- Mark Hamill - Mark Hamill și Leavelle („Mayored to the Mob”)
- Joe Mantegna - Fat Tony⁠(d) („Mayored to the Mob”)
- Dick Tufeld - Lost in Space Robot („Mayored to the Mob”)
- The Moody Blues („Viva Ned Flanders”)
- Cyndi Lauper - Cyndi Lauper („Wild Barts Can't Be Broken”)
- Troy Aikman, Rosey Grier, John Madden, Dan Marino, Rupert Murdoch, Dolly Parton, Pat Summerall („Sunday, Cruddy Sunday”)
- Fred Willard - Wally Kogen ("Sunday, Cruddy Sunday")
- Ed Begley Jr. - Ed Begley Jr. („Homer to the Max”)
- Jan Hooks - Manjula Nahasapeemapetilon („I'm with Cupid”)
- Elton John - Elton John („I'm with Cupid”)
- John Kassir - oposum („Marge Simpson in: 'Screaming Yellow Honkers'”)
- Hank Williams Jr. - interpretul melodiei Canyonero („Marge Simpson in: 'Screaming Yellow Honkers'”)
- Isabella Rossellini - Astrid Weller („Mom and Pop Art”)
- Jasper Johns - Jasper Johns („Mom and Pop Art”)
- Jack LaLanne - Jack LaLanne („The Old Man and the 'C' Student”)
- Michael McKean - Jerry Rude („Monty Can't Buy Me Love”)
- Stephen Hawking - Stephen Hawking („They Saved Lisa's Brain”)
- George Takei - Wink („Thirty Minutes over Tokyo”)
- Denice Kumagai - mama japoneză „Thirty Minutes over Tokyo”)
- Karen Maruyama - stewardesa japoneză („Thirty Minutes over Tokyo”)
- Gedde Watanabe - tatăl japonez și chelnerul („Thirty Minutes over Tokyo„)
- Keone Young - luptătorul sumo („Thirty Minutes over Tokyo”)

## Recepție

### Rating
Al zecelea sezon a fost difuzat pentru prima dată în Statele Unite pe rețeaua Fox între 23 august 1998 și 16 mai 1999. Deși „Lard of the Dance” a fost difuzat pe 23 august ca introducere a sitcomurilor That ’70s Show și Holding the Baby⁠(d) cu scopul de a crește ratingul primelor lor episoade, „The Wizard of Evergreen Terrace⁠(d)” (difuzat pe 20 septembrie 1998) a fost premiera oficială a celui de-al zecelea sezon. Sezonul a fost difuzat la ora 20:00 în zilele de duminică. S-a clasat pe locul douăzeci și cinci (la egalitate cu Dharma & Greg⁠(d)) în materie de rating în sezonul de televiziune 1998–1999⁠(d), având în medie 13,5 milioane de telespectatori pe episod, în scădere cu 12% față de sezonul trecut. Familia Simpson a fost al treilea cel mai bine cotat serial al companiei Fox din acest sezon de televiziune⁠(d) după Dosarele X (locul 12) și Ally McBeal (locul 20).

### Recenzii
Al zecelea sezon a fost caracterizat de unii critici și fani drept începutul decăderii serialului. În anul 2000, o parte din fani s-au declarat dezamăgiți de calitatea Familiei Simpson, scenele cu feste și glume bizare având întâietate în fața aventurilor personajelor. Chris Turner⁠(d) menționează în lucrarea Planet Simpson⁠(d) că pentru personalul serialului au început să primeze glumele și nu personajele. Jesse Hassenger de la revista PopMatters a descris cel de-al zecelea sezon al serialului drept „prima scădere semnificativă a calității, lăsându-și în urmă epoca de aur[...] glume vagi și intrigi ieșite din comun”, iar un jurnalist al BBC News a declarat că „epoca de aur a Familiei Simpson s-a încheiat după sezonul nouă”. În mod similar, Tyler Wilson de la ziarul Coeur d'Alene Press⁠(d) a caracterizat sezoanele 1-9 drept „epoca de aur a serialului”. Totuși, pe Rotten Tomatoes, al zecelea sezon are un rating de aprobare de 100% în baza a 5 recenzii critice. Mac McEntire de la DVD Verdict⁠(d) a remarcat într-o recenzie că, deși al zecelea sezon conține „multe scene amuzante”, îi lipsește nucleul emoțional al sezoanelor preedente.
Mike Scully, principalul producător executiv de la sezoanul nouă până la sezonul doisprezece, este considerat de mulți critici și fani responsabil pentru declinul calității serialului. Conform unui articol de opinie scris de Chris Suellentrop pentru revista Slate⁠(d), Familia Simpson a devenit un desen animat tipic sub conducerea lui Scully lipsit de emoție. În cartea The Simpsons: An Uncensored, Unauthorized History⁠(d), John Ortved susține că „episoadele lui Scully sunt excepționale în comparație cu ce ne oferă Familia Simpson astăzi, însă el a fost cârmaciul când nava a lovit aisbergul”. Potrivit lui Jon Bonné de la MSNBC⁠(d), Scully este vinovat de transformarea serialului într-o proiect centrat pe glume și Homer, iar mulți fani au deplâns metamorfozarea lui Homer dintr-un personaj simpatic și sincer într-unul plictisitor și lipsit de inteligență, aceștia caracterizându-l drept „Jerkass Homer”.
Scenaristul Tom Martin a declarat în cartea lui Ortved că nu înțelege criticile aduse lui Scully, deoarece acesta a coordonat cu succes serialul. Conform lui Ortved, Sully nu poate fi considerat singurul vinovat pentru declinul serialului. Mai mult, unele episoade din sezoanele produse de Scully, precum „The Wizard of Evergreen Terrace” și „When You Dish Upon a Star⁠(d)”, sunt mai bune decât anumite episoade din sezoanele șapte și nouă. Brian Tallerico (UGO Networks⁠(d)) a considerat unele critici mult prea aspre. Într-o recenzie din 2007, acesta menționa că a compara episoadele din sezonul 10 al Familiei Simpson cu unele din sezoanele 3-7 este o simplă nedreptate. În recenzia lui Jesse Hassenger (PopMatters), acesta preciza că, deși calitatea serialului a intrat în declin, „asta nu înseamnă că aceste episoade și-au pierdut farmecul; de fapt, multe sunt foarte amuzante și pătrunzătoare”.
În ciuda criticilor primite de sezonul zece, acesta este considerat parte din epoca de aur a serialului și momentul în care calitatea sa a intrat în declin. Jurnalistul Ian Nathan al revistei Empire a descris epoca clasică a serialului ca fiind compusă din „primele zece sezoane”, în timp ce Rubbercat.net consideră că „discuțiile cu privire la sezoanele care constituie 'epoca de aur' a Familiei Simpson sunt o constantă universală”. De asemenea, menționează că sezoanele 3-10 alcătuiesc epoca de aur.

### Premii
Sezonul și episoadele sale au obținut numeroase premii și nominalizări. Familia Simpson a câștigat Premiul Annie la categoria „cel mai bun serial de televiziune animat” în 1999, învingând Batman din viitor, Futurama, King of the Hill⁠(d) și The New Batman/Superman Adventures. În același an, Tim Long⁠(d), Larry Doyle⁠(d) și Matt Selman au primit un Annie la categoria „cel mai bun scenarist într-o producție animată de televiziune” pentru episodul „Simpsons Bible Stories⁠(d)”. De asemenea, serialul a fost nominalizat la două Premii Emmy; „Viva Ned Flanders⁠(d)” a pierdut categoria „cel mai bun serial animat⁠(d)” în fața episodului „And They Call It Bobby Love” (King of the Hill), iar Alf Clausen⁠(d) a fost nominalizat pentru „cea mai bună compoziție muzicală într-un serial” cu melodia din episodul „Treehouse of Horror IX⁠(d)”, dar a pierdut în fața lui Carl Johnson cu melodia din Invasion America.⁠(d).

## Episoade
| Nr. | Episodul | Titlu                                          | Regizor                        | Scenarist                                            | Data difuzării     | Cod de producție | Audiență SUA (milioane) |
| --- | -------- | ---------------------------------------------- | ------------------------------ | ---------------------------------------------------- | ------------------ | ---------------- | ----------------------- |
| 204 | 1        | „Lard of the Dance"                            | Dominic Polcino                | Jane O'Brien                                         | 23 august 1998     | 5F20             | 11.84 7.0 (gospodării)  |
|     |          |                                                |                                |                                                      |                    |                  |                         |
| 205 | 2        | „The Wizard of Evergreen Terrace"              | Mark Kirkland                  | John Swartzwelder                                    | 20 septembrie 1998 | 5F21             | 13.90 7.95              |
|     |          |                                                |                                |                                                      |                    |                  |                         |
| 206 | 3        | „Bart the Mother"                              | Steven Dean Moore              | David X. Cohen                                       | 27 septembrie 1998 | 5F22             | 11.94 7.35              |
|     |          |                                                |                                |                                                      |                    |                  |                         |
| 207 | 4        | „Treehouse of Horror IX"                       | Steven Dean Moore              | Donick Cary                                          | 25 octombrie 1998  | AABF01           | 15.12 8.5               |
| 207 | 4        | „Treehouse of Horror IX"                       | Steven Dean Moore              | Larry Doyle                                          | 25 octombrie 1998  | AABF01           | 15.12 8.5               |
| 207 | 4        | „Treehouse of Horror IX"                       | Steven Dean Moore              | David X. Cohen                                       | 25 octombrie 1998  | AABF01           | 15.12 8.5               |
| 208 | 5        | „When You Dish Upon a Star"                    | Pete Michels                   | Richard Appel                                        | 8 noiembrie 1998   | 5F19             | 15.34 9.0               |
|     |          |                                                |                                |                                                      |                    |                  |                         |
| 209 | 6        | „D'oh-in' in the Wind"                         | Mark Kirkland & Matthew Nastuk | Donick Cary                                          | 15 noiembrie 1998  | AABF02           | 13.94 8.3               |
|     |          |                                                |                                |                                                      |                    |                  |                         |
| 210 | 7        | „Lisa Gets an 'A'"                             | Bob Anderson                   | Ian Maxtone-Graham                                   | 22 noiembrie 1998  | AABF03           | 13.61 8.0               |
|     |          |                                                |                                |                                                      |                    |                  |                         |
| 211 | 8        | „Homer Simpson in: 'Kidney Trouble'"           | Mike B. Anderson               | John Swartzwelder                                    | 6 decembrie 1998   | AABF04           | 12.38 7.2               |
|     |          |                                                |                                |                                                      |                    |                  |                         |
| 212 | 9        | „Mayored to the Mob"                           | Swinton O. Scott III           | Ron Hauge                                            | 20 decembrie 1998  | AABF05           | 13.90 8.5               |
|     |          |                                                |                                |                                                      |                    |                  |                         |
| 213 | 10       | „Viva Ned Flanders"                            | Neil Affleck                   | David M. Stern                                       | 10 ianuarie 1999   | AABF06           | 19.68 11.5              |
|     |          |                                                |                                |                                                      |                    |                  |                         |
| 214 | 11       | „Wild Barts Can't Be Broken"                   | Mark Ervin                     | Larry Doyle                                          | 17 ianuarie 1999   | AABF07           | 15.21 8.8               |
|     |          |                                                |                                |                                                      |                    |                  |                         |
| 215 | 12       | „Sunday, Cruddy Sunday"                        | Steven Dean Moore              | Tom Martin, George Meyer, Brian Scully & Mike Scully | 31 ianuarie 1999   | AABF08           | 19.11 11.5              |
|     |          |                                                |                                |                                                      |                    |                  |                         |
| 216 | 13       | „Homer to the Max"                             | Pete Michels                   | John Swartzwelder                                    | 7 februarie 1999   | AABF09           | 13.98 8.3               |
|     |          |                                                |                                |                                                      |                    |                  |                         |
| 217 | 14       | „I'm with Cupid"                               | Bob Anderson                   | Dan Greaney                                          | 14 februarie 1999  | AABF11           | 12.35 7.7               |
|     |          |                                                |                                |                                                      |                    |                  |                         |
| 218 | 15       | „Marge Simpson in: 'Screaming Yellow Honkers'" | Mark Kirkland                  | David M. Stern                                       | 21 februarie 1999  | AABF10           | 14.64 8.6               |
|     |          |                                                |                                |                                                      |                    |                  |                         |
| 219 | 16       | „Make Room for Lisa"                           | Matthew Nastuk                 | Brian Scully                                         | 28 februarie 1999  | AABF12           | 12.40 7.6               |
|     |          |                                                |                                |                                                      |                    |                  |                         |
| 220 | 17       | „Maximum Homerdrive"                           | Swinton O. Scott III           | John Swartzwelder                                    | 28 martie 1999     | AABF13           | 15.51                   |
|     |          |                                                |                                |                                                      |                    |                  |                         |
| 221 | 18       | „Simpsons Bible Stories"                       | Nancy Kruse                    | Tim Long                                             | 4 aprilie 1999     | AABF14           | 12.86                   |
| 221 | 18       | „Simpsons Bible Stories"                       | Nancy Kruse                    | Larry Doyle                                          | 4 aprilie 1999     | AABF14           | 12.86                   |
| 221 | 18       | „Simpsons Bible Stories"                       | Nancy Kruse                    | Matt Selman                                          | 4 aprilie 1999     | AABF14           | 12.86                   |
| 222 | 19       | „Mom and Pop Art"                              | Steven Dean Moore              | Al Jean                                              | 11 aprilie 1999    | AABF15           | 14.13 8.5               |
|     |          |                                                |                                |                                                      |                    |                  |                         |
| 223 | 20       | „The Old Man and the 'C' Student"              | Mark Kirkland                  | Julie Thacker                                        | 25 aprilie 1999    | AABF16           | 11.16 6.9               |
|     |          |                                                |                                |                                                      |                    |                  |                         |
| 224 | 21       | „Monty Can't Buy Me Love"                      | Mark Ervin                     | John Swartzwelder                                    | 2 mai 1999         | AABF17           | 12.59 7.26              |
|     |          |                                                |                                |                                                      |                    |                  |                         |
| 225 | 22       | „They Saved Lisa's Brain"                      | Pete Michels                   | Matt Selman                                          | 9 mai 1999         | AABF18           | 10.45 6.8               |
|     |          |                                                |                                |                                                      |                    |                  |                         |
| 226 | 23       | „Thirty Minutes over Tokyo"                    | Jim Reardon                    | Donick Cary & Dan Greaney                            | 16 mai 1999        | AABF20           | 12.51 8.0               |
|     |          |                                                |                                |                                                      |                    |                  |                         |